# Raggio di van der Waals
Il raggio di van der Waals o raggio di collisione, corrisponde alla metà della massima distanza di avvicinamento tra atomi non legati chimicamente. 
I raggi di van der Waals vengono calcolati dalle misure delle distanze tra coppie di atomi nei cristalli.
Il raggio di van der Waals prende il nome da Johannes Diderik van der Waals, vincitore del Premio Nobel per la fisica nel 1910.
Rappresentando in forma sferica gli atomi che costituiscono una molecola è possibile definire la superficie di van der Waals.